# Lissonota parasitellae
Lissonota parasitellae är en stekelart som beskrevs av Horstmann 2003. Lissonota parasitellae ingår i släktet Lissonota och familjen brokparasitsteklar. Inga underarter finns listade i Catalogue of Life.